# Toolbox Murders
Toolbox Murders (bra: Noites de Terror; prt: O Edifício Lusman) é um filme norte-americano de 2004, do gênero terror, escrito por Jace Anderson e Adam Gierasch e dirigido por Tobe Hooper. 

## Elenco
- Angela Bettis ... Nell Barrows
- Brent Roam ... Steven Barrows
- Marco Rodríguez ... Luis Saucedo
- Rance Howard ... Chas Rooker
- Juliet Landau ... Julia Cunningham
- Adam Gierasch ... Ned Lundy
- Greg Travis ... Byron McLieb
- Christopher Doyle ... Coffin Baby
- Adam Weisman... Austin Sterling
- Christina Venuti ... Jennifer
- Sara Downing ... Saffron Kirby
- Jamison Reeves ... Hudson
- Stephanie Silverman ... Dora Sterling
- Alan Polonsky ... Philip Sterling
- Charlie Paulson ... Hans
- Eric Ladin ... Johnny Turnbull
- Sheri Moon Zombie ... Daisy Rain
- Price Carson
- Carlease Burke
- Bob McMinn
- Ralph Morris
- Al Pereira ... funcionário do hospital